# Rio de Gavle
Rio de Gavle em Gävle
Rio de Gavle (em sueco: Gavleån ou Gävleån) é um rio da Suécia, que atravessa a província histórica da Gästrikland.

Nasce no Grande Lago (Storsjön) e corre através da Gästrikland, até chegar à cidade de Gävle, onde deságua na baía de Gävle, já no Mar de Bótnia. Tem uma extensão de 25 km e uma bacia hidrográfica de 2 460 km2, escoando uma vasta área florestal na Gästrikland e na Dalecárlia. É um importante reservatório de água para os municípios e indústrias da região. Com o degelo da primavera, as suas margens são inundadas nos meses de abril e maio.